# Альфред Гюбнер
Альфред Гюбнер (нім. Alfred Hübner; 26 жовтня 1891, Лауенбург — ?) — німецький льотчик-ас, віцефельдфебель Прусської армії.

## Біографія
З 11 жовтня 1912 року служив єфрейтором у піхотному полку №14, де 30 вересня 1915 року отримав галун унтерофіцера. Після підготовки в 3-му запасному льотному дивізіоні в Готі з 3 квітня 1917 року проходив службу в якомусь розвідувальному з'єднанні. 18 листопада 1917 року вступив в 1-ше училище винищувальної авіації, після закінчення якого 14 лютого 1918 року був призначений в 36-ту винищувальну ескадрилью. 5 березня 1918 року був проведений в фельдфебелі. 25 квітня 1918 року був легко поранений кулею, що зачепила горло. 15 липня Гюбнер став віцефельдфебелем і знову був поранений, але не настільки серйозно, щоб залишити свою ескадрилью, в якій ас воював аж до кінця війни.
Всього за час бойових дій здобув 6 перемог.

## Нагороди
- Залізний хрест
  - 2-го класу
  - 1-го класу (12 липня 1918)
- Нагрудний знак військового пілота (Пруссія)